# Urkerdag
Urkerdag is een lokale feestdag die elk jaar plaatsvindt op het voormalige eiland Urk. Het dient ertoe de plaatselijke cultuur, folklore en klederdracht van het vissersdorp te vieren en levend te houden. Door de jaren heen is het feest op zichzelf een fenomeen geworden waar niet alleen de klederdracht gedragen en gevierd wordt, maar waar er teruggeblikt wordt op oudere Urker ambachten en gebruiken.

## Urker dracht
De Urkerdag bestaat sinds 21 mei 1983. Hij is ingevoerd om het bezit en het dragen van de plaatselijke klederdracht te bevorderen onder de jongere generaties. Het dragen van de klederdracht raakte ernstig in verval: uit een telling op 1 januari 2000 bleek dat nog 46 vrouwen en 16 mannen zich dagelijks op traditionele wijze kleedden. De op het behoud van de klederdracht gerichte invalshoek bracht op Urk een ommekeer teweeg in het bezit van traditionele Urker kleding. Veel Urkers bezitten nu weer een eigen kostuum of onderdelen ervan, ook al draagt men het meestal slechts met Urkerdag.

## Pinksteren
De feestdag kent geen vaste datum, de dag vindt plaats op de dag voor Pinksteren, dat elk jaar op een andere datum valt. De keuze voor Pinksteren is historisch gezien verbonden aan de tweejaarlijkse terugkomst van Urker meisjes die als dienstmeisjes dienden 'aan de wal'. Deze terugkomsten vonden plaats met Pinksteren en met Kerstmis. Met Pinksteren kwamen niet alleen de Urker meisjes terug, maar kwamen ook vele andere Urkers die zich elders bevonden naar het eiland. Er was jaarlijks sprake van een 'Pinksterdrukte': er was een recordaantal Urkers op het eiland; kerkdiensten werden nog beter bezocht; men kleedde zich op zijn best; en gaf extra aandacht aan de maaltijden. Al met al waren de Pinksterdagen de voor de hand liggende optie voor een lokale feestdag.

## Activiteiten
Door de jaren heen breidde Urkerdag zich verder uit van enkel een markt en een optocht van mensen in klederdracht naar een evenement dat het gehele dorpscentrum en havengebied beslaat. Zo zijn er de zogeheten ‘pleintjes’ ingericht, waar buurtbewoners vis bakken al dan niet roken en trachtten zichzelf en hun ‘pleintje’ het mooist en gezelligst aan te kleden. Ook zijn er optredens van verscheidene Urker mannenkoren in klederdracht en optredens van de Urker band ‘Leuster’. Ook worden er tal van oude ambachten beoefend en zijn er traditionele Urker gerechten te proeven. Afgezien de officiële 'pleintjes' en activiteiten zijn er tal van Urkers woonachtig in het dorpscentrum die zelf vis roken op hun voor- of achterstraat. Hier worden vaak buren, familie, en vrienden bij uitgenodigd ter verhoging van de gezelligheid. Voor het roken van vis in de openbare ruimte dient wel een vergunning aangevraagd te worden bij de gemeente.

## Tradities op Urkerdag
Hoewel het programma van jaar tot jaar verandert, zijn er enkele activiteiten die elk jaar weer terugkeren. Naast de 'pleintjes' is er ook altijd markt op het haventerrein en kan men oude ambachten uitgevoerd zien worden.
Daarnaast is de aankomst van passagiersboot ‘De Zuiderzee’ (in de volksmond ook wel de Urkerboot genoemd) met Urker meisjes in klederdracht ook een gevestigde traditie die geworteld is in het daadwerkelijk terugkeren van 'dienende' meisjes uit het westen van Nederland. Vrijwilligers vertolken de rol van terugkerende meisjes.
Een ander fenomeen is de optocht van mannen met kinderwagens, die in de volksmond 'kappewagens' worden genoemd. Vroeger was het gebruikelijk dat de moeder des huizes op zondagmiddag ging dutten waarop de man -die vaak alleen in het weekend thuis was- het op zich nam om te gaan wandelen met het kind. Dit was voor buitenstaanders een bijzonder verschijnsel. Hier wordt op Urkerdag aan herinnerd met de optocht, vaak in samenwerking met een lokale showband.